# Kopeisk
Kopeisk (în rusă Копейск) este un oraș din regiunea Celiabinsk, Federația Rusă, cu o populație de 140.000 locuitori (2007).